# Radziłów
Radziłów è un comune rurale polacco del distretto di Grajewo, nel voivodato della Podlachia.
Ricopre una superficie di 199,38 km² e nel 2004 contava 5 142 abitanti.